# Montagne et Neige Développement
Montagne et Neige Développement (MND) est un fabricant français de transport par câble, de systèmes d’enneigement, de dispositifs de sécurité en montagne, dont le déclenchement préventif d’avalanche sans explosif, et d’infrastructures de loisirs à sensations.

## Histoire

### Origine
Le groupe MND est fondé en 2004 par Xavier Gallot-Lavallée à Saint-Hélène-du-lac en Savoie. Il avait repris en 1999 MBS, une microentreprise spécialisée dans le matériel de balisage et de sécurité pour les domaines skiables fondée par son père. MND est créé en 2004 lorsqu'il rachète l’entreprise TAS spécialisée dans le déclenchement préventif d’avalanches.

### Développement et difficultés financières
Avec l’acquisition d'entreprises et l’ouverture de filiales de distribution à l’étranger, MND entre en bourse en octobre 2013 et reçoit le prix de l’introduction en bourse après son entrée sur NYSE Euronext. En 2018, l'Autorité des marchés financiers condamne MND à une amende de 400 000 euros et son dirigeant à 150 000 euros pour défaut d'information du marché concernant l'utilisation des fonds acquis pendant cette introduction.
MND présente en 2018 de lourdes dettes, s'élevant à 68,5 millions d'euros, le groupe suspend alors sa cotation en Bourse,.
En 2020, MND s'allie avec le fabricant suisse Bartholet, spécialisé dans le transport par câble et les équipements de parc d’attractions. Le contrat entre les deux entreprises se termine en fin 2023, Bartholet faisant partie du groupe HTI (High Technology Industries) depuis mi-2022, cette dernière possède également les sociétés Poma et Leitner.

## Activités
En 2020, le groupe possède 8 filiales de distribution dans le monde, 3 000 clients dans 47 pays, 350 collaborateurs, et un chiffre d’affaires de 41 millions d’euros,.
En 2018, MND devient fournisseur officiel de la Fédération française de ski pour 4 ans ; le groupe sponsorise également divers athlètes. MND était chargé de la sécurisation des sites olympiques et paralympiques de Sotchi en 2014, dans les domaines skiables de Krasnaya-Poliana. Le groupe s'est engagé sur un projet de production d'un nouveau système d'enneigement automatisé en Russie pour la future station de ski Veduchi.